# 4つのデュエット
4つのデュエット（独：Vier Duette ）BWV802-805は、ヨハン・ゼバスティアン・バッハが作曲したオルガン曲。現在はピアノまたはチェンバロで演奏されることが多い。

## 概要
タイトルの「デュエット」とは、2声のインヴェンションのことを意味しており、4曲とも2声部の鍵盤楽器音楽である。1739年に出版された「クラヴィーア練習曲集第3巻」に、この「4つのデュエット」が収録されている。第3巻は他の巻とは異なってオルガン用のものであるが、この「4つのデュエット」は様式的やそれ以外の要素から見ても、他のオルガン曲とは特異な内容を持っているため、以前から何の楽器のために作曲されたものなのか、検討され続けていた。現在も定説はない。ピアノ、チェンバロ、オルガンなどで演奏されることが多い。

## 構成
4曲の構成で、全曲の演奏時間は約10分
- 第1曲 ホ短調 BWV802
- 第2曲 ヘ長調 BWV803
- 第3曲 ト長調 BWV804
- 第4曲 イ短調 BWV805

## 関連作品
- 2声のインヴェンションと3声のシンフォニア